# Amegilla byssina
Amegilla byssina es una especie de abeja excavadora perteneciente al género Amegilla, categorizada en la tribu Anthophorini, de la subfamilia Apinae.
Fue descrita científicamente por Johann Christoph Friedrich Klug en 1845. Aparece registrada y publicada en una sección de A List of Hymenoptera Collected by J. K. Lord, Esq. in Egypt, in the Neighbourhood of the Red Sea, and in Arabia: With Descriptions of the New Species de 1871.

## Distribución
Se distribuye por Asia y África, en Armenia, Pakistán, Emiratos Árabes Unidos, Arabia Saudita, Egipto, Libia, Argelia y Etiopía.